# Paschalis Baylon
Paschalis Baylon, född 16 maj 1540 i Torrehermosa, död 17 maj 1592 i Villareal, var en spansk franciskansk lekbroder. Han vördas som helgon inom Romersk-katolska kyrkan, med minnesdag den 17 maj.
Paschalis Baylon visade stor omsorg om fattiga och sjuka. Han uppvisade en särskild hängivenhet för Jesus i tabernaklet och kunde sitta försjunken i bön och meditation i timmar inför sakramentet.

### Webbkällor
- ”St. Pascal Baylon”. Catholic Encyclopedia. New Advent. http://www.newadvent.org/cathen/11512a.htm. Läst 17 maj 2018.
- ”San Pasquale Baylon, religioso dei Frati Minori”. Santi e Beati. http://www.santiebeati.it/dettaglio/53550. Läst 17 maj 2018.